# Shevi'it (Talmud)

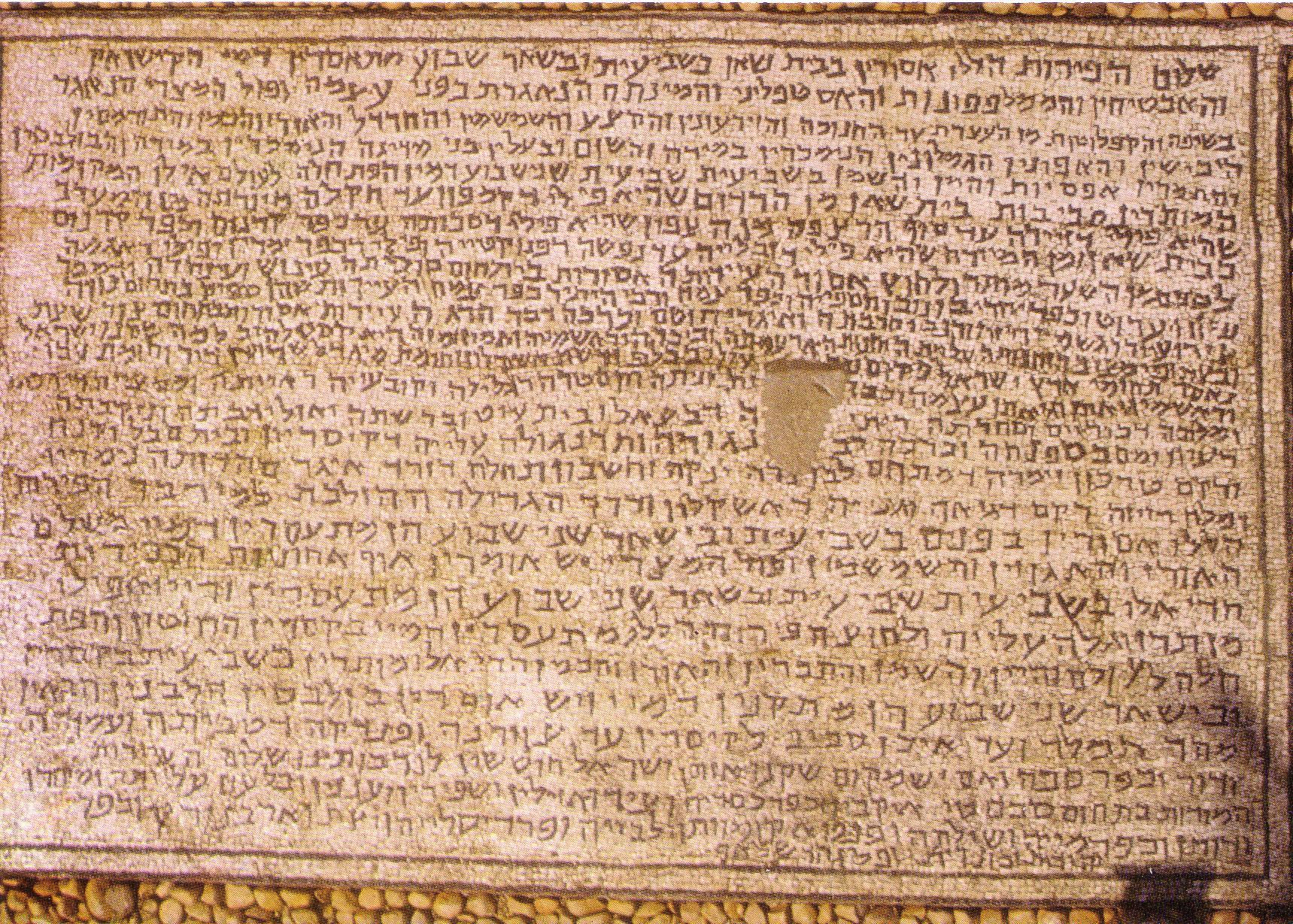
Extracto del Shevi'it

Shevi'it (hebreo: שביעית, literalmente "Séptimo Año") es el quinto tratado de Séder Zeraim ("Orden de las Semillas") de la Mishná y del Talmud.
Analiza todas las leyes sobre la práctica de dejar la tierra en reposo en el séptimo año del ciclo agrícola, las leyes de los productos de Shemitá (el producto de ese séptimo año, el Año sabático de la Tierra) y la condonación de deudas. También se analiza el 50.º año, conocido como Yovel, el Año del Jubileo, donde todos los esclavos deben ser puestos en libertad, y todas las tierras deben ser devueltas al propietario original de la época de Josué, cuando la Tierra de Israel fue dividida entre las Tribus de Israel.
Este tratado tiene muchas aplicaciones en la actualidad en Israel, donde la práctica del "Shemitá" es todavía hoy cumplida. De septiembre de 2007 a septiembre de 2008 fue un año de "Shemitá". El periodo anterior fue en 2000-2001.